# Carl Steven
Carl Steven (* 7. November 1974 in Glendale, Kalifornien als Carlo Steven Krakoff; † 31. Juli 2011 in Tucson, Arizona) war ein US-amerikanischer Kinderdarsteller. Einige Quellen geben als Geburtsdatum den 4. November 1974 an.

## Leben
Steven war der mittlere von drei Söhnen von Glenn und Cynthia Fontanez Krakoff und wuchs in Glendale im County von Los Angeles auf. Sein Bruder Angelo Bruno „Rocky“ Krakoff arbeitete ebenfalls als Kinderdarsteller.
Am 28. Juni 1998 heiratete er Dawn Krakoff; das Paar blieb bis zu seinem Tod verheiratet und hatte einen gemeinsamen Sohn namens Noah.
Bei einer Mandeloperation als Jugendlicher wurde sein Kiefer verletzt, was zu bleibenden Schmerzen führte. Als Steven älter wurde, verursachte die Verletzung so starke Schmerzen, dass er mit dem verschreibungspflichtigen, aber süchtig machenden Schmerzmittel Oxycodon behandelt wurde. Als später Angebote ausblieben verlor er seine Krankenversicherung und er konnte für die Behandlung nicht mehr aufkommen.
2009 wurde Steven aufgrund von sechs bewaffneten Raubüberfällen auf Walgreens- und CVS-Health-Apotheken festgenommen, die er beging, um seine Medikamentensucht zu befriedigen. 2010 wurde er aufgrund der Beschaffungskriminalität zu 13 Jahren Freiheitsstrafe verurteilt, mit einer geplanten Entlassung im Jahr 2023; mildernde Umstände oder eine Drogentherapie wurden vom Gericht nicht in Erwägung gezogen. Seine Strafe verbrachte er im Arizona State Prison Complex – Tucson, Teil des ADCRR.
Steven starb im Alter von nur 36 Jahren an den Folgen einer versehentlichen Heroin-Überdosis während seiner Haftstrafe in Tucson. Er wurde von seinen Eltern, seinen Brüdern Marcello und Angelo, seiner Ehefrau und seinem Sohn überlebt. Seine Asche wurde verstreut.

## Karriere
Als Kinderdarsteller trat Steven in mehreren Fernsehserien und Filmen auf, darunter in wiederkehrenden Rollen in Webster, Punky Brewster, Noch Fragen Arnold? und Mein Vater ist ein Außerirdischer.
In Star Trek III: Auf der Suche nach Mr. Spock verkörperte er 1984 den jungen Spock – er war damit der erste Schauspieler neben Leonard Nimoy, der diese Rolle verkörperte. 1991 spielte er erneut die jüngere Version von Nimoy in Die Schmach des Vergessens als Mel Mermelstein. Zudem war er 1989 in einer Nebenrolle in Disneys Liebling, ich habe die Kinder geschrumpft zu sehen. Als Synchronsprecher lieh er seine Stimme dem jungen Fred Jones im Hanna-Barbera-Cartoon Spürnase Scooby Doo und folgte damit Frank Welker in dieser Rolle.
Seine letzten Auftritte vor der Kamera hatte er in der Fernsehserie Lisa – Der helle Wahnsinn, in der er bis zu seinem Rückzug aus dem Schauspielgeschäft im Jahr 1996 mehrere Male auftrat. Im deutschen Sprachraum wurde er unter anderem von Nicolás Artajo, Dominik Auer und Niko Macoulis synchronisiert.

## Nominierungen
Steven war insgesamt viermal für den Young Artist Award nominiert:
- 1986: Kategorie „Exceptional Performance by a Young Actor in a Television Special or Mini-Series“ für Fäuste aus Stahl
- 1987: Kategorie „Exceptional Performance by a Young Actor in a Supporting Role – TV Special or Movie of the Week“ für Im Feuer der Gefühle
- 1988: Kategorie „Best Young Actor Starring in a Television Drama Special, Movie of the Week or Variety Show“ für die Folge The Kid Who Wouldn’t Quit: The Brad Silverman Story in Junge Schicksale
- 1988: Kategorie „Best Young Actor Starring in a New Television Comedy Series“ für Mein Vater ist ein Außerirdischer

## Filmografie
- 1981: Unsere kleine Farm (Fernsehserie)
- 1982: Rosie: The Rosemary Clooney Story (Fernsehfilm)
- 1983: Zuhause ist der Teufel los (Fernsehfilm)
- 1983: Quincy (Fernsehserie)
- 1982–1984: Simon & Simon (Fernsehserie)
- 1984: Matt Houston (Fernsehserie)
- 1984: Star Trek III: Auf der Suche nach Mr. Spock
- 1984: E/R (Fernsehserie)
- 1985: Nicht meine Tochter (Fernsehfilm)
- 1985: Snoopy’s Getting Married, Charlie Brown (Fernsehkurzfilm; Synchronisation)
- 1985: Fäuste aus Stahl (Fernsehfilm)
- 1985: CBS Storybreak (Fernsehserie; Synchronisation)
- 1985: The Hugga Bunch (Fernsehfilm)
- 1985: Teen Wolf – Ein Werwolf kommt selten allein
- 1985: Die Charlie Brown und Snoopy Show (Fernsehserie; Synchronisation)
- 1985: Happily Ever After (Fernsehfilm; Synchronisation)
- 1985: Trapper John, M.D. (Fernsehserie)
- 1986: Noch Fragen Arnold? (Fernsehserie)
- 1986: Im Feuer der Gefühle (Miniserie)
- 1986: Disneys sprechende Hunde (Fernsehfilm)
- 1983–1987: Webster (Fernsehserie)
- 1987: Junge Schicksale (Fernsehserie)
- 1987: Unser lautes Heim (Fernsehserie)
- 1987: The Real Ghostbusters (Fernsehserie; Synchronisation)
- 1987: Popeye, Sohn und Co. (Fernsehserie; Synchronisation)
- 1987: Punky Brewster (Fernsehserie)
- 1987–1988: Mein Vater ist ein Außerirdischer (Fernsehserie)
- 1988: Max Headroom (Fernsehserie)
- 1988: Superman (Fernsehserie; Synchronisation)
- 1988: A Night at the Magic Castle
- 1989: Mr. Belvedere (Fernsehserie)
- 1989: Liebling, ich habe die Kinder geschrumpft
- 1989: Living Dolls (Fernsehserie)
- 1990: Hull High (Fernsehserie)
- 1990: Ein Mädchen namens Dinky
- 1991: Die Schmach des Vergessens (Fernsehfilm)
- 1988–1991: Spürnase Scooby Doo (Fernsehserie; Synchronisation)
- 1993: Wunderbare Jahre (Fernsehserie)
- 1994: White Angel
- 1994–1996: Lisa – Der helle Wahnsinn (Fernsehserie)